# Ralf Hütter

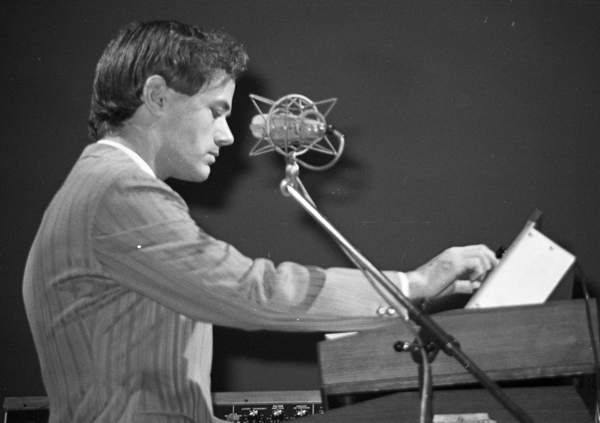
Ralf Hütter na żywo, 1976

Ralf Hütter (ur. 20 sierpnia 1946 w Krefeld) – niemiecki wokalista, klawiszowiec i współzałożyciel zespołu Kraftwerk, tworzącego muzykę elektroniczną. Jest jedynym członkiem zespołu, który gra w nim bez przerwy od jego powstania w 1970 roku.

## Życiorys
W 1968 roku podczas studiów w konserwatorium w Düsseldorfie poznał Floriana Schneidera, z którym w późniejszym czasie założył Kraftwerk.
Ralf Hütter jest entuzjastą kolarstwa. Podobno w trasach koncertowych zespół pozostawiał Ralfa 100 mil ‪(160 km) przed celem podróży, a on pokonywał resztę trasy na rowerze. W 1983 roku uległ poważnemu wypadkowi rowerowemu, w wyniku którego długo pozostawał w śpiączce.